# Hola (VPN)
Hola — бесплатное приложение, предоставляющее пользователям VPN-сервис через одноранговую сеть. В нём также используется одноранговое кэширование. Когда пользователь обращается к определённым доменам, которые, как известно, используют геоблокировку, приложение Hola перенаправляет запрос через компьютеры и интернет-подключения других пользователей в незаблокированных регионах, тем самым обходя блокировку. Пользователи бесплатного сервиса могут использовать часть своей свободной пропускной способности для передачи кэшированных данных другим пользователям, в то время как пользователи платного сервиса могут перенаправлять все запросы на одноранговые узлы. 

## История
В 1998 году Офер Виленски и Дерри Шрибман основали компанию по разработке программного обеспечения KRFTech. На прибыль от этой компании в 2000 году они основали компанию Jungo для разработки операционной системы для домашних шлюзов. В 2006 году компания NDS (Cisco) приобрела компанию Jungo за 107 миллионов долларов.
В 2008 году Виленски и Шрибман начали изучать идею переосмысления HTTP путём создания одноранговой наложенной сети, которая использовала бы одноранговое кэширование для ускорения распространения контента и одноранговую маршрутизацию для увеличения пропускной способности целевых сайтов. Это сделало бы Интернет быстрее для пользователей и дешевле для распространителей контента. Виленски и Шрибман основали Hola на 18 миллионов долларов, полученных от таких инвесторов, как DFJ (Skype, Hotmail), Horizons Ventures (венчурный фонд Ли Ка-шинга), Magma Venture Partners (Waze), израильский фонд Chief Scientist Fund и другие.
Сеть Hola Networks Limited, запущенная в 2012 году, обрела популярность в 2013 году, когда потребители начали использовать Hola для обеспечения конфиденциальности в Интернете и анонимности, используя маршрутизацию P2P для маскировки IP-адресов. Как сообщил Офер Виленски в интервью Startup Camel, после двух месяцев работы с 80 загрузками в день, 23 января 2013 года, в 17:00 по израильскому времени, Hola стал достаточно популярным VPN-сервисом. Во второй раз он взлетел и за одну ночь набрал 40 000 загрузок в день.
По состоянию на ноябрь 2016 года сервисом Hola VPN пользовались 100 миллионов пользователей. В августе 2017 года компания Hola продала контрольный пакет акций Luminati британской частной инвестиционной компании EMK Capital. Сумма сделки могла составить 200 миллионов долларов, при этом основатели Hola сохранили долю в Luminati, а Виленски остался генеральным директором Luminati. В 2019 году окончательная цена покупки составила 125 миллионов долларов в обмен на 75,6% акций компании, стоимость которой оценивалась в 165 миллионов долларов.
В марте 2021 года компания сменила название с Luminati на Bright Data.

## Критика
В мае 2015 года сервис Hola VPN был подвергнут критике со стороны основателя 8chan Фредрика Бреннана после того, как сайт, как сообщается, был атакован с использованием сети Hola. Ранее в конце 2014 года компания Hola начала продавать доступ к своей пользовательской базе в качестве выходных узлов под названием Luminati, взимая 20 долларов за гигабайт трафика, который на самом деле поступал от пользователей бесплатного VPN. Это подтвердил основатель Hola Офер Виленски, который заявил, что это всегда было частью соглашения с бесплатными пользователями Hola при регистрации на сервисе. После того, как Бреннан отправил электронное письмо в компанию, компания Hola изменила свои часто задаваемые вопросы, включив в них уведомление о том, что пользователи выступают в качестве выходных узлов для платных пользователей дочернего сервиса Hola — Luminati.
Другая критика была связана с уязвимостями, присущими программному обеспечению, которые могли позволить злоумышленнику внедрить вредоносное ПО в Hola. Браузер Hola также использовался для распределённых атак типа «отказ в обслуживании».
По словам исследователей в области безопасности, проводивших аудит, компания Hola обновила своё программное обеспечение, но некоторые уязвимости оставались актуальными по состоянию на 1 июня 2015 года.

## Архитектура
В 2014 году на сайте Hola.org утверждалось, что Интернет замедляется из-за времени отклика сервера, перегрузок в сети, времени передачи данных в обе стороны и плохо написанных коммуникационных стеков в операционных системах. Hola устраняет эти узкие места, безопасно кэшируя контент на одноранговых узлах по мере его просмотра и затем предоставляя его другим близлежащим одноранговым узлам по мере необходимости. Также Hola сжимает данные при передаче между одноранговыми узлами для дальнейшего ускорения сети.

## Платформы
Hola распространяется в виде набора расширений браузеров Firefox, Microsoft Edge, Opera и других, а также в виде веб-приложений для операционных систем Microsoft Windows и macOS. Также были выпущены мобильные приложения для Android и iOS.